# Shōnen Kenya
Shōnen Kenya (少年ケニヤ) est un monogatari (récit illustré) de Sōji Yamakawa publié entre le 7 octobre 1951 et le 4 octobre 1955 dans le Sangyō keizan shinbun. L'œuvre narre les aventures d'un garçon japonais au Kenya avec un groupe de Maasaï.
L'emonogatari est par la suite adapté en drama entre 1961 et 1962 ainsi qu'en film d'animation par la Toei Animation en 1984.